# 久保田酒造
久保田酒造合資会社は、福井県坂井市の酒類製造・販売業者。
代表銘柄は『富久駒』である。

## 概要
中世期に当地付近でつくられた「越州豊原」という銘酒があった。
久保田酒造は江戸時代に同じ水系の井戸水を使い酒を造るよう丸岡藩から命じられて創業した。

## 沿革
- 1753年（宝暦3年）- 現在地で久保田喜兵衛により創業。富久駒と命名。[3]
- 1955年（昭和30年）8月6日 - 久保田酒造合資会社となる。

## 銘柄
吟醸
- 超特選大吟醸 駒ヶ瀬屋
- 特選純米大吟醸 一筆啓上
- 大吟醸 杜氏一献

純米酒
- 純米吟醸 蔵の宿
- 純米吟醸 一筆啓上
- 純米酒 鬼作左

本醸造
- 富久駒
- 丸岡城
- 梅霞
- 柚子丸

## その他
西ゆうじ原作の漫画『蔵の宿』の酒造のエピソードモデルになった酒蔵である。「純米吟醸 蔵の宿」は雑誌で連載されたのに伴い、1999年（平成11年）4月に商品化されたもの。

## リンク
- 久保田酒造